# アゲイン (お笑いコンビ)
アゲイン（AGAIN）は、日本のお笑いコンビ。ライジング・アップ所属。2020年3月までは松竹芸能に所属。2023年解散。

## メンバー
- けーた（本名：佐々木 啓太（ささき けいた）、1988年11月28日（36歳） - ）
  - ボケ担当。
  - 松竹芸能タレントスクール20期生。
  - 東京都多摩市出身[1]、目白大学人間学部子ども学科卒業[1]。
  - 身長169cm、血液型A型[1]。
  - 趣味、特技はダンス、サッカー、マラソン、声ものまねなど[1]。恐竜に詳しい（恐竜コンシェルジュ）[1]。
  - 保育士の資格を持っており[1]、実際に保育士として働いていた経験がある[2]。体操のお兄さんのモデル経験もある[1]。
  - 芸人になった理由は、友達に誘われたから[3]。
- ノリ（本名：河村 徳人（かわむら のりと）、1986年3月13日（39歳） - ）
  - ツッコミ担当。
  - 松竹芸能タレントスクール21期生[4]。
  - 愛知県名古屋市出身[1]、岐阜聖徳学園大学教育学部 中等教育課程 社会専攻卒業[1]。
  - 身長170cm、血液型O型[1]。
  - 趣味、特技は水泳、ソフトボール、怪談話など[1]。プロ野球は中日ドラゴンズファン[1]。T.M.Revolutionのものまねは本人の公認あり[1]。
  - 教員免許、博物学芸員の資格を持っている[1]。
  - 伯父は、第32代名古屋市長の河村たかし[1][3]。
  - フットボールアワーに憧れて芸人になった[3]。

## 概要
当時コンビを解散 (けーたが「レスキューハーツ」、ノリが「パンブレッド」) し、ピン芸人として活動していた2人が2013年に結成。
松竹芸能が行っている｢漫才づくりを通して発想力、コミュニケーション力などを身につける｣のを目的とした教育プログラム｢笑育 (わらいく) ｣に講師として参加している。
2020年3月をもって松竹芸能を退所し、フリーとなる。その後、ライジングアップに所属。
2023年2月6日に解散を発表。二人とも芸人活動は継続する。けーたは2023年2月23日にライジングアップを退所し、古巣の松竹芸能へ復帰することを明らかにした。

## 芸風
ネタは主に漫才。ネタ作りはまずノリが案を出し、そこから2人で意見を言い合いながら作っている。けーたが動き回るネタが多い。ノリの伯父の河村たかしが騒動を起こした後はしばらく、「伯父に代わって謝罪する」というネタをしていた。

## 賞レース成績
- M-1グランプリ2015 2回戦進出
- 第37回 ABCお笑いグランプリ 最終予選進出[1][15]
- M-1グランプリ2016 2回戦進出
- M-1グランプリ2017 2回戦進出
- M-1グランプリ2018 2回戦進出
- M-1グランプリ2019 2回戦進出
- M-1グランプリ2020 1回戦敗退
- M-1グランプリ2021 2回戦進出
- M-1グランプリ2022 1回戦敗退[16]

## 出演

### テレビ
- ものまねグランプリ (日本テレビ、2014年4月22日) - ノリのみ
- くりぃむナンチャラ (テレビ朝日、2016年12月16日、12月23日、2017年1月3日[17]) - ノリのみ
- 松竹芸能創立60周年記念 新宿ますだおかだ寄席 (BSフジ、2017年3月26日[18])
- ひるキュン! (TOKYO MX、2018年4月30日)
- あらぶんちょ! (東京ケーブルネットワーク)
  - ｢1日24時間でおつりがくるあらぶんちょからのぉ～ちっちゃな旅｣レギュラー (2018年5月 - 2019年1月)
  - ｢発掘!あらぶんちょグルメ｣レギュラー (2019年5月 - )
- ピエール瀧のしょんないTV (静岡朝日テレビ、2018年9月7日[19]) - ノリのみ
- 本能Z (CBCテレビ、2018年12月26日[20])
- ウチのガヤがすみません! (日本テレビ、2019年2月26日[21][22])
- チャリダー★ (NHK BS1、2019年5月11日[23]) - ノリのみ
- 一夜づけ (テレビ東京、2019年6月11日、6月12日)
- ザ・ベストワン（TBS、2021年12月24日）[24]

### ラジオ
- サンドウィッチマンの天使のつくり笑い (NHKラジオ第1放送、2019年2月11日)